# Air Asia (taiwanesiskt företag)
Air Asia Company Limited, tidigare Asiatic Aeronautical Co Ltd, är ett taiwanesiskt företag som utför bland annat underhåll och reparationer av flygplan och helikoptrar.

## Historik
Företaget grundades i mars 1955 som Asiatic Aeronautical Co Ltd av flygbolaget Civil Air Transport (CAT) i syfte för att stå som ägare på majoriteten av CAT:s flygplan. Moderbolaget för företaget var i själva verket det amerikanska förvaltningsbolaget Pacific Corporation, som i sin tur var kontrollerad av den amerikanska underrättelsetjänsten Central Intelligence Agency (CIA). Den 1 april 1959 fick företaget sitt nuvarande namn. Under USA:s krig i Sydöstasien, drev Air Asia den största underhållningsanläggningen för flygplan i Fjärran Östern. Anläggningen hade uppemot 2 800 anställda. Företaget utförde primärt underhåll på amerikanska stridsflygplan, fler än 800 flygplan underhölls i genomsnitt årligen när Vietnamkriget var igång. År 1975 såldes Air Asia till amerikanska E-Systems medan 1994 köpte Taiwan Aerospace Corporation företaget.